# 稲村ジェーン
『稲村ジェーン』（いなむらジェーン、英語: Inamura Jane）は、1990年9月8日に公開された日本映画である。主演は加勢大周。監督と音楽は桑田佳祐。1965年の稲村ヶ崎を舞台としている。
主人公のヒロシが2021年の夏を生きていたら、とするラジオドラマがニッポン放送とTOKYO FMで2021年8月に放送された。

## 概要
桑田佳祐の初監督作品で、桑田が「何もない青春を描きたい」とプロデューサーの森重晃に話したことを契機にストーリーや演出を構想して製作した。1990年度の日本映画配給収入年間ランキング4位、累計配収額は18億3000万円、観客動員数350万人を記録した。
1991年にレーザーディスクとVHSビデオテープを発売したが絶版となり、サザンオールスターズデビュー43周年の2021年6月25日に、30周年コンプリートエディションとして限定生産BOX仕様でBlu-rayとDVDが発売され、主人公の愛車ダイハツ「ミゼット（MP5型）」のミニチュアモデルと当時のスタッフが保管していた桑田直筆の撮影コンテなどを掲載したフォトブックを添付した。
茅ヶ崎映画祭で「茅ヶ崎映画祭開催10周年記念特別招待作品」に選出され、2021年6月25日に茅ヶ崎市を含む全国6都市での同時上映会が開催された。

## あらすじ
1964年東京オリンピックの翌年、1965年の稲村ヶ崎を舞台に、変わりゆく時代の渦中を生きる若いサーファーらのひと夏を描いた作品である。
稲村ヶ崎に帰ってきたヒロシ（加勢大周）、伊勢佐木町のチンピラ・カッチャン（的場浩司）、ラテン・バンドのリーダー・マサシ（金山一彦）の前に横須賀の波子（清水美砂）というとびきりイイ女が現れ、波子を中心にヒロシ、マサシ、カッチャンに奇妙な友情が生まれる。

## 評価
興行収入は成功し、使用された楽曲の評価は高いが、作品内容を批判する著名人や評論家も見られた。
映画監督の肩書きも持つビートたけしは、自身の映画批評本『仁義なき映画論』にて本作を「半分もみないうちに逃げ出したくなっちゃって、こんなに長く感じた映画は初めてだね」と酷評した。ただ、「オレは非難しているんじゃない。誤解しないように。」と述べていたり「音楽映画なのに邪魔なセリフがありすぎて音楽を殺している。」「音楽と絵でやったほうがインパクトの強いものになる。」「この映画は音楽だけ」「テレビのスポットの『稲村ジェーン』は見事なもの」など、音楽面については高く評価した。しかし、最初の酷評の文章だけしか読んでいなかった当時の桑田は「つまらないというのは感性が足りないから。武さんは若者の気持ちが分かっていない」と述べている。たけしは翌年、サーフィンに熱中する若者の恋愛模様を描くセリフがほとんどない映画『あの夏、いちばん静かな海。』を発表したが、これは本作に触発されたのではという批評も存在する。その一方、たけしはミュージシャンとしての桑田を「大した天才だと思う」と語り認める主旨の発言をしており、サザンの「SEA SIDE WOMAN BLUES」を『足立区のたけし、世界の北野』（フジテレビ）でエンディングテーマとしてカバーしていた。この曲については元々たけしが歌う想定で制作された楽曲であることが語られている。また、2000年秋に発売された『Free & Easy』の取材を受けた際には「真夏の果実」をカラオケのレパートリーにしていることを公言している。桑田も芸人としてのたけしを認めており、2000年に発表されたサザンの楽曲「HOTEL PACIFIC」のダンスにはたけしのギャグ「コマネチ」のポーズが盛り込まれている。
また、2016年にタイタン主催のライブ「TITAN LIVE 20YEARS anniversary」にたけしが『立川梅春』名義で出演し落語『人情八百屋』を披露した際には、太田光（爆笑問題）の誘いで桑田・原由子夫妻が観客として会場に訪れており、終演後に桑田は「本当に素晴らしかったです。たけしさんが出てきたときには、神々しくて。枕から涙ぐみました」といったメールを太田に送っている。2004年に桑田の父親が死去した際には、たけしから生花が送られている。この関係性を知らない者から現在も桑田とたけしが不仲であると誤解されたことも度々あり、たけしは「桑田佳祐の映画でいろいろあったのなんて、もうずいぶん昔のことなんだよ。もしも仲が悪かったら映画『浅草キッド』の主題歌に桑田佳祐の曲を使ったりしないだろう」とコメントしている。
桑田と対談した村上龍は、実音がないラフ編集版に「荒い編集だけど、頑張ったね」と感想を述べている。
お笑い芸人の永野は「公開当時映画館で観た時は意味が分らなかったが、30年くらい（2021年）経ってから観たら最高だった。頭から離れなくなった」「当時酷評していた人達に言いたいのは、桑田佳祐が早すぎた」「（自分の人生で）無駄だと思ってた時間が『全部無駄じゃなかった』って教えてくれる、本当に奇跡の映画」など大絶賛している。
桑田は「自分の作品の出来に、内心では確固たる自信が持てなかった“後ろめたさ”もあった」とDVDとBlu-ray発売時のコメントでネタ的に自虐するも、サウンドトラックとして使用された楽曲を制作できたことや多くのスタッフやサポートミュージシャンに出会えたことに感謝している。

## キャスト
- ヒロシ：加勢大周 - ぶっきらぼうで冷めた性格だが、どこか心優しい一面も持ち合わせる主人公[2]。
- マサシ：金山一彦 - ヒロシの親友[2]。
- カッチャン：的場浩司 - ヤクザ[2]。
- 波子：清水美砂 - すべてを見透かすような大人びた発言をするヒロイン[2]。
- サトル：尾美としのり
- ハルジ：古本新之輔
- 床屋主人：泉谷しげる
- 米軍将校：TOMMY SNYDER
- 金目鯛船船長：PANTA
- ビーナスのマスター：伊武雅刀
- 黒メガネ：下元史朗
- チンピラ若頭：寺島進
- 夜明けのおばちゃん：伊佐山ひろ子
- サトルのガールフレンド：設楽りさ子
- サトルの遊び仲間：高良隆志
- サトルの遊び仲間：塩谷庄吾
- 受付の看護婦：原由子
- 退院する患者：小泉今日子
- 金老人：伊東四朗（特別出演）
- 骨董屋主人：草刈正雄

## スタッフ
- 監督：桑田佳祐
- 製作：山本久／出口孝臣／横山元一／岩田廣之
- 製作総指揮：大里洋吉／高山登
- プロデューサー：森重晃
- 脚本：康珍化
- 撮影：猪瀬雅久
- 音楽：桑田佳祐
- 主題曲：サザンオールスターズ「真夏の果実」（タイシタレーベル）
- 振付：南流石
- 美術：細石照美
- 編集：鈴木歓（J・K・S）
- 録音：山田均
- スチル：原田大三郎
- 助監督：伊藤聡
- 照明：丸山文雄
- 製作プロダクション：アミューズ・シネマ・シティ

## 音楽
サウンドトラックは1990年9月1日にビクター音楽産業）から発売され、累計133.7万枚（オリコン調べ）を記録するミリオンセラーとなった。
- 主題歌「真夏の果実」
  - 作詞：桑田佳祐、作曲：桑田佳祐、編曲：サザンオールスターズ／小林武史
  - 歌：サザンオールスターズ
- 挿入歌「忘れられたBig Wave」
  - 作詞：桑田佳祐、作曲：桑田佳祐、編曲：サザンオールスターズ／小林武史
  - 歌：サザンオールスターズ
- 挿入歌「希望の轍」
  - 作詞：桑田佳祐、作曲：桑田佳祐、編曲：桑田佳祐／小林武史
- 歌：サザンオールスターズ

他、数曲。

## ラジオドラマ
『稲村ジェーン2021～それぞれの夏～』（いなむらジェーン にせんにじゅういち それぞれのなつ）は、ニッポン放送とTOKYO FM／JFN系列37局が放送したラジオドラマで、林遣都が主演した。
ニッポン放送は2021年8月23日から26日まで連日23:50から24:00に、TOKYO FM/JFN系列37局は2021年8月29日の13:00から13:55に、それぞれ放送した。

### あらすじ
75歳になったヒロシが、ある女の子に偶然出会い、1965年に“暑かったけど、短かった夏”をともに過ごしたひとりの女の子のことを幻想のように思い起こす場面から始まる。

### キャスト
- ヒロシ：林遣都[2]
- 波子・ある女の子：恒松祐里[2]
- マサシ：吉村界人[2]
- カッチャン：浅香航大[2]
- バーのマスター：勝村政信[2]
- 警備員：野沢秀行[29]

## その他
- ニューヨークで映画『ストレンジャー・ザン・パラダイス』を観て感銘した桑田は、『稲村ジェーン』の制作が決定した際に「僕もモノクロで撮りたい」と提案したが、制作側から「興行的に不利だからダメ」と却下された[30]。
- 本作品の制作時に桑田は、親交があり『ビッグ・ウェイブ』の音楽監督を務めた山下達郎に相談し、紹介された康珍化へ脚本を依頼した[31]。
- 挿入歌「忘れられた BIG WAVE」は、映画『ビッグ・ウェイブ』から発想して[30]当初は本作の主題歌を予定したが、クランクアップ後に主題歌を「真夏の果実」へ変更して追加撮影した[5]。
- 桑田がスペイン語で歌唱する楽曲、ハングル文字が書かれた看板、ラマが登場するシーンなど、随所に異国情緒を感じさせる場面が多々あるが、これについては「ミスマッチの仕方が、多少定番とズレている方が面白いし、どこまでズレられるか」と考え「（時代設定が）昭和40年でしょう、（中略）24 - 25年前というのは全く今（制作当時）と一緒なんだもん、ファッションとか。昭和40年ていえばこれでいいじゃない」「（歴史的検証はともかく、スペイン語やハングルが桑田のイメージの中にあるのはなぜかと佐伯に質問され）今の時代なんじゃないかな。あと日本人のルーツ探しというのが一番行われている時代なんじゃないかと思うんだけどな」と語っている[32]。
- サーフィンを題材とするが主演する加瀬大周と監督する桑田はともにサーフィンの経験がなかった[30]。桑田はサーフィンが夜も可能と思い夜にサーフィンするシーンを設定するなど作画上で失策した[33]。
- 撮影・レコーディング・ライブの舞台裏、当時の桑田の心境、1989年9月1日[34]から1990年6月30日[35]までの桑田のスケジュール、コンテ、レシートなど桑田の一年間に加え、村上龍と対談[36]などを収録した書籍『桑田佳祐「平成NG日記」』が、1990年9月1日に講談社から発売された。構成とインタビュアーは佐伯明が担当した[37]。
- 桑田と同じ事務所で後輩の福山雅治は、本作主演のオーディションを受けたが落選している[38]。
- サザンオールスターズの野沢秀行は、桑田のオファーを受けて海浜組合員役で出演したが、最終の編集段階で大幅に尺を縮めるため、出演シーンは本編からカットされてエンドロールに一部収録された[28]。

## 受賞歴
- 第14回日本アカデミー賞[39]
  - 優秀音楽賞（桑田佳祐、小林武史）
  - 新人俳優賞（加勢大周）
  - 話題賞作品部門[40]
- 第8回ゴールデングロス賞優秀銀賞[41]
- 第3回日刊スポーツ映画大賞 ** 石原裕次郎新人賞（加勢大周）
- 第33回ブルーリボン賞
  - スタッフ賞（桑田佳祐と音楽スタッフ）